# 斯溫群島
斯溫群島（英語：Swain Islands）是南極洲的群島，位於威爾克斯地，處於克拉克半島以北0.93公里，屬於風車群島的一部分，現時由南極條約體系管理。